# がおう
がおう（男性、1985年11月23日 - ）は、日本の元イラストレーター・元漫画家。広島県出身、大阪府在住。過去には松井宏晃（まつい ひろあき）という名義を用いていた。
大阪芸術大学芸術学部映像学科卒業（2007年）。
ライトノベルのイラストを手掛ける他、湊あくあ、結城さくな、餅月ひまりなどVTuberのキャラクターデザインで知られる。サークル「まかろん大帝」で同人活動を行っている。オリジナルキャラクターとして「あやかちゃん」が存在しフィギュアも発売されている。

## 経歴
物心ついたときから絵を描いており、高校生になるとプロの道を志すようになった。当初は漫画家を目指していたが連載を勝ち取るのが難しいと感じ20代でイラストレーターへ転身した。イラストレーターとしての初めての仕事は徳山競艇場のポスターであった。
2018年、『まんがタイムきららキャラット』で3月号から12月号まで『ゆず35歳@中学生やってます』を連載。
2020年、絵師100人展に参加。
2021年1月にKADOKAWAから作品集『Selfie Girl』を出版。5月にはpixiv WAEN GALLERYで自身初となる個展を開催した。
2021年7月、pixivFANBOXとファミマプリントとのコラボで描き下ろし含むイラストプロマイドを印刷できるキャンペーンが開催された。

### 不祥事
2025年6月、暴露系インフルエンサーコレコレがKick配信にて未成年淫行を告発。同氏の配信にLINE通話で出演し、告発内容を全面的に認め、イラストレーターとしての廃業を表明した。
コミックマーケット106で、がおうの同人サークル「まかろん大帝」の参加を表明していたが、SNS上での辞退の報告をしないままサークルの参加を辞退した。
上記配信後、がおうが製作に関わっていた作品の出版社およびゲームパブリッシャーは相次いで対応を発表した。2025年7月現在の各社対応は以下の通り。
- ガガガ文庫は7月20日に発売予定だった塗田一帆のデビュー作『1/nのワトソン』についてイラストレーター交代および発売延期を発表[12]
- 角川書店はがおう本人への確認を経て事実確認が取れたとして声明を発表。同社が出版するがおう関連作品について以下の対応を取るとした[13]。
  - 画集『Selfe Girl がおう作品集』紙書籍の回収・絶版、電子書籍の配信停止
  - 電撃文庫『ギルドの受付嬢ですが、残業は嫌なのでボスをソロ討伐しようと思います』紙書籍の回収・絶版、電子書籍の配信停止。イラストレーターを変更し再発売予定（発売時期未定）
  - 電撃文庫『ハレルヤ・ヴァンプ』電子書籍の配信停止
- オーバーラップノベルス『追放者食堂へようこそ!』は既刊を含めてイラストレーター交代[14]。2025年7月に発売されたコミカライズの10巻からはキャラクター原案として記載されておらず[15]、既刊の電子書籍版とアニメの公式サイトからも記載が削除されている。
- PCゲーム『ガールズクリエイション -少女藝術綺譚-』運営はがおうが手がけたゲームキャラクターについて今後デザインを変更する可能性があると発表[16][17]。
- スマホアプリ「ファイアーエムブレム ヒーローズ」はキャラクター2体の差し替えと予定されていたガチャの中止を発表。差し替え対象となるキャラクター2体は、新イラスト（2026年予定）が発表されるまでの暫定処置として2025年8月15日の追加データ配信時よりミニキャラに差し替え
- アース・スターノベル『二度転生した少年はSランク冒険者として平穏に過ごす』①～⑨紙書籍の回収、配信停止およびイラストレーターを変更し再配信（時期未定）[18]

バーチャルYouTuberの結城さくなは本件を受け今後がおうのイラストを使用しないことを表明。キャラクターデザインの権利は結城さくな自身が保持していることから今後もモデルを変更せず活動すると明言したが、生放送で使用するビジュアルについては新たなイラストレーターの起用など協議を進めているとしている。

## 画風
活動当初、ソーシャルゲームなどでははっきり陰影をつけて厚く塗る「美麗系」のイラストが重宝されていたためそれを意識したイラストを描いていた。しかしそれでは周りのイラストレーターに埋もれてしまうと考え現在の塗りも線もあっさりした作風へと変化した。

## 作品

### VTuberキャラクターデザイン
- 湊あくあ
- 餅月ひまり
- 鳳玲天々
- 結城さくな

### イラスト

#### 小説・ライトノベル
- ハレルヤ・ヴァンプ（山口幸三郎 電撃文庫 2012年）[20]
- 妹戦記デバイシス（日下一郎 スマッシュ文庫 2013年）[21]
- 反逆の勇者と道具袋（2巻以降 大沢雅紀 アルファポリス 2013年）[22]
- 妹とその友人がエロすぎて俺の股間がヤバイ（田中珠 ぷちぱら文庫 2015年）[23]
- 100円ショップ店員が異世界トリップした結果。（宮元戦車 HJ文庫 2015年）[24]
- エンジェル・フォール!（五月蓬 アルファポリス文庫 2015年）[25]
- 英雄伝説 碧の軌跡 ショートストーリーズ（田沢大典 メディアパル 2015年）[26]
- かみこい!（火海坂猫 GA文庫 2016年）[27]
- 3年B組 ネクロマンサー先生（SOW GA文庫 2017年）[28]
- 魔眼のご主人様。（黒森白兎 TOブックス 2017年）
- グリムノーツ 〜運命に抗いし者たち〜（SOW ビーズログ文庫 2017年）[29]
- 二度転生した少年はSランク冒険者として平穏に過ごす（十一屋翠 アース・スターノベル 2018年）[30]
- 乙女神さんは魅せたがり（J・さいろー 美少女文庫 2019年）[31]
- 追放者食堂へようこそ!（君川優樹 オーバーラップノベルス 2019年）[32]
- アニマディザイア（秋堂カオル LINE文庫 2019年）
- 卑怯者だと勇者パーティを追放されたので働くのをやめました（上下左右 ダッシュエックス文庫DIGITAL 2019年）[33]
- 絶対に負けない生徒会長・鏑菱優理恵のドMな恋愛事情（姫ノ木あく 美少女文庫 2020年）[34]
- ギルドの受付嬢ですが、残業は嫌なのでボスをソロ討伐しようと思います（香坂マト 電撃文庫 2021年）[35]

#### その他書籍
- おばけのまちがいさがしΩ（成美堂出版）